# Liliana Castro
Liliana Rezende de Castro (Quito, 29 de junio de 1979) es una actriz nacida en Ecuador de nacionalidad brasileña. Nació en la capital de Ecuador debido a que su padre era un diplomático. Su familia también vivió en Italia y en Venezuela, antes de regresar a Brasil. Empezó a actuar a los diez años de edad y se graduó en artes dramáticas. Su debut en las tablas ocurrió en 1999 en la obra As Fúrias. Debutó en el cine en 2008 interpretando a Teresa en la película Pseudociese.

## Trayectoria
Comenzó a hacer teatro de aficionados a los 10 años, ingresando años más tarde en la Facultad de Teatro.
En 1999 actuó en la obra "As Furies" junto con Antonio Abujamra. Entre el año 2000 y 2005 participaría en "Alicia a través del espejo", trabajo que compaginó con "Bajo el sol en mi cama después del agua" (2000), "The Nutshell" (2003) y "Todo está permitido" (2005). También participó en "Toda desnudez será castigada" (2006) y "No hay niveles seguros para consumir estas sustancias" (2006) y "Por una vida menos ordinaria" (2007).
Su filmografía televisiva incluye: "Force of One Wish" (Rede Globo, 1999). "Ilha-Rá-Tim_Bum" (TV Culturam 2002), "Sabor de Paixão" (2002, Rede Globo), "La gran familia" (2003), "El color del pecado" (2004), "Alma gemela" (2005), "Páginas de la vida" (2006) y "Mandrake" (HBO, 2007).

## Filmografía

### Cine
- 2008: Pseudociese – Teresa
- 2007: Podecrer! – Silvinha
- 2006: O Ano em Que Meus Pais Saíram de Férias – Irene
- 2006: Una Vida Sin Sorpresas – Marina

### Televisión
- 2017: PSI – Maria Clara (HBO)
- 2014: Só Garotas – Olivia (Multishow)
- 2012: Fora de Controle – Virgínia	(Rede Record)
- 2010:	Ribeirão do Tempo – Filomena Miranda Durrel (Rede Record)
- 2008: Os Mutantes - Caminhos do Coração – Janete (Rede Record)
- 2007: Mandrake – Marcinha (HBO)
- 2007: Caminhos do Coração – Janete Mendes Martinelli (Rede Record)
- 2005: Alma Gêmea – Luna (Rede Globo)
- 2004: Da Cor do Pecado – Olívia (Rede Globo)
- 2002: Sabor da Paixão – Laiza (Rede Globo)
- 2002: Ilha Rá-Tim-Bum – Polca (TV Cultura)
- 1999: Força de um Desejo - Ana (cameo) (Rede Globo)

### Teatro
- 2007: Por Uma Vida Um Pouco Menos Ordinária – Natália
- 2006: Não Existem Níveis Seguros Para Consumo Destas Substâncias – Beatriz
- 2006: Toda Nudez Será Castigada – Geni
- 2005: Tudo É Permitido – Nina
- 2003: Casca de Nóz – Pberbit
- 2000: Sob o Sol Em Meu Leito Após a Água – Alícia
- 1999/2005: Alice Através do Espelho – Alice
- 1999: As Fúrias – Altea